# Gian Giacomo Galletti
Gian Giacomo Galletti (Colorio, 8 luglio 1798 – Parigi, 31 maggio 1873) è stato un politico e filantropo italiano.
Per i suoi meriti fu decorato commendatore dell'Ordine della Corona d'Italia e ufficiale dell'Ordine dei Santi Maurizio e Lazzaro.

## Biografia
Giovanni Giacomo Galletti, nacque nel 1789 a Colorio di Pizzanco, una piccola frazione del comune di Bognanco Dentro (confluito nel 1928 nel comune di Bognanco), quinto figlio di Giacomo Galletti e Domenica Giovangrande, una coppia di contadini dediti alla pastorizia.
Appena dodicenne risposte agli appelli con cui si ricercava manodopera per la costruzione della strada del Sempione, dopo soli due anni si trasferì oltralpe, probabilmente a Ginevra, le successive notizie sulla sua vita si hanno dalla "Gazzetta di Milano" del 24 agosto 1826, nella quale viene citato come proprietario, con altri, di una fabbrica a Milano di bigiotterie d'oro e d'argento. 
Nel 1871 si trasferì a Parigi prendendo casa in un palazzo del centro, l'origine delle sue fortune si ipotizza fosse legata al commercio di pietre preziose. La moglie, Antonietta Piccioli, molto più giovane di lui morì prematuramente, la coppia non ebbe figli. 
Negli anni 1857-59, contribuì all'acquisto dei cannoni per la fortezza di Alessandria sostenendo anche il consorzio per la raccolta fondi per la prima guerra d'indipendenza italiana. 
Dal 1861 iniziò a destinare somme ingenti per istituzioni varie presenti in Ossola, dall'istituto per l'assistenza medico chirurgica e di istruzione scolastica elementare a Bognanco Dentro a cui seguirono donazioni alle principali istituzioni di Domodossola: l'asilo infantile, le scuole della società operaia, il comizio agrario e l'Ospedale San Biagio.
Nel 1865 gli venne conferita la cittadinanza onoraria e gli venne intitolata una via. 
Nel 1869 venne designato dal collegio elettorale dell'Ossola come deputato, venne rieletto per la legislatura successiva, si dimise per motivi di salute ma le dimissioni non vennero accolte e sostituite da un congedo per malattia fino alla morte avvenuta a Parigi nel 1873. I funerali solenni furono celebrati nella chiesa della Madeleine. I resti, come da volontà dello stesso Galletti, vennero poi tumulati a Domodossola nella cappella del cimitero sulla strada del colle di Mattarella e quando questo venne smantellato furono traslati presso il famedio che ospita le personalità domesi.

## La Fondazione Galletti
Nel 1869 Galletti creò a Domodossola la Fondazione a lui intitolata, allo scopo di provvedere all'istruzione con la creazione di scuole professionali e di attività culturali come biblioteche, teatri e musei.
L'attività della Fondazione iniziò nel 1873, l'anno successivo vennero avviate le raccolte naturalistiche e storico-artistiche destinate alla creazione di un museo a sostegno dell'attività didattica, nel 1875 presero il via i corsi professionali di intaglio, disegno e lingua francese, nel 1882 le attività didattiche confluirono nelle scuole di arti e mestieri che nel 1912 vennero chiamate Scuole professionali diurne e serali Galletti per passare allo stato nel 1914 con il nome di Regia scuola popolare operaia per arti e Mestieri "Gian Giacomo Galletti". Nel 2008 l'istituto professionale per l'industria e l'artigianato "G.G. Galletti" venne aggregato all'ITIS "G. Marconi" per costituire l'ISS "Marconi-Galletti".
Del 1877 sono l'istituzione e l'apertura al pubblico della biblioteca della Fondazione Galletti, nata dall'unione dei fondi della biblioteca civica del comune e del fondo di libri appartenuti a Gian Giacomo Galletti che vennero donati alla città di Domodossola nel 1876. In tempi recenti la biblioteca civica è stata intitolata al filologo domese Gianfranco Contini.
Nel 1879 vennero aperti al pubblico i Musei della Fondazione Galletti. 
Nel testamento, datato 28 dicembre 1871, Galletti destinò 60.000 lire alla città di Domodossola con lo scopo di costruire un teatro cittadino che venne poi inaugurato nel 1882. Nel 1895 gli venne dedicato un monumento, inaugurato nel 1899 e collocato di fronte al palazzo comunale in quella che oggi si chiama piazza della Repubblica dell'Ossola.
La Fondazione Galletti si estinse nel 1984 con il passaggio dei beni al comune di Domodossola.